# Ellen Kuras
Ellen Kuras, née le 10 juillet 1959 à Cedar Grove dans le New Jersey, est une directrice de la photographie (membre de l'ASC) et réalisatrice américaine.

## Biographie
Au cinéma, Ellen Kuras est chef opératrice sur des films (principalement américains, parfois étrangers ou en coproduction) et des documentaires à partir de 1990. Mentionnons les films Summer of Sam de Spike Lee (1999), Mafia Blues 2 d'Harold Ramis (2002), The Ballad of Jack and Rose de Rebecca Miller (2005) et Les Jardins du roi d'Alan Rickman (2014), ainsi que les documentaires Neil Young: Heart of Gold de Jonathan Demme (2006) et Public Speaking de Martin Scorsese (2010).
Pour la télévision américaine, elle dirige les prises de vues de quelques téléfilms et séries documentaires, dont la mini-série Wormwood (2017).
S'ajoutent quelques autres séries comme réalisatrice, dont Ozark (deux épisodes, 2017) et Umbrella Academy (quatre épisodes, 2019-2020).
Comme réalisatrice de cinéma, après le documentaire The Betrayal – Nerakhoon (2008), coréalisé par Thavisouk Phrasavath (en) et qui leur vaut une nomination à l'Oscar du meilleur film documentaire.
Son premier film de fiction est Lee Miller (2023), avec Kate Winslet personnifiant la photographe américaine Lee Miller,.
Depuis 1999, Ellen Kuras est l'une des rares femmes membres de l'American Society of Cinematographers (ASC).

## Filmographie partielle

### Directrice de la photographie

#### Cinéma
Films
- 1992 : Swoon de Tom Kalin (en)
- 1995 : Angela (en) de Rebecca Miller
- 1996 : I Shot Andy Warhol de Mary Harron
- 1998 : He Got Game de Spike Lee
- 1999 : Mod Squad (The Mod Squad) de Scott Silver
- 1999 : Summer of Sam de Spike Lee
- 2000 : The Very Black Show (Bamboozled) de Spike Lee
- 2001 : Blow de Ted Demme
- 2002 : Personal Velocity: Three Portraits de Rebecca Miller
- 2002 : Mafia Blues 2 (Analyze That) d'Harold Ramis
- 2003 : Coffee and Cigarettes de Jim Jarmush (segments Renée et No Problem)
- 2004 : Eternal Sunshine of the Spotless Mind de Michel Gondry
- 2005 : The Ballad of Jack and Rose de Rebecca Miller
- 2008 : Soyez sympas, rembobinez (Be Kind Rewind) de Michel Gondry
- 2009 : Away We Go de Sam Mendes
- 2014 : Les Jardins du roi (A Little Chaos) d'Alan Rickman

Documentaires
- 1997 : 4 Little Girls de Spike Lee
- 2006 : Dave Chappelle's Block Party de Michel Gondry
- 2006 : Neil Young: Heart of Gold de Jonathan Demme
- 2008 : The Betrayal – Nerakhoon (+ coréalisatrice, avec Thavisouk Phrasavath (en))
- 2010 : Public Speaking de Martin Scorsese

#### Télévision
- 2017 : Wormwood, mini-série documentaire en 6 épisodes

### Réalisatrice

#### Cinéma
- 2023 : Lee Miller

#### Télévision
- 2017 : Ozark, saison 1, épisode 7 Le Nichoir (Next Box) et épisode 8 Kaléidoscope (Kaleidoscope)
- 2018 : Legion, saison 2, épisode 4 Chapitre 12 (Chapter 12)
- 2019 : Catch-22, mini-série en 6 épisodes (+ productrice)
- 2019-2020 : Umbrella Academy
  - Saison 1, épisode 4 L'Homme sur la Lune (Man on the Moon, 2019) et épisode 5 Numéro Cinq (Number Cinq, 2019)
  - Saison 2, épisode 6 Un dîner léger (A Light Supper) et épisode 7 Ögar för Öga(Oga for Oga)

## Distinctions (sélection)

### Récompenses
- Festival du film de Sundance, prix de la photographie (Cinematography Award) gagné pour :
  - 1992 : Swoon
  - 1995 : Angela (en)
  - 2002 : Personal Velocity: Three Portraits

### Nominations
- Oscars 2009 : meilleur film documentaire pour The Betrayal – Nerakhoon (partagée avec Thavisouk Phrasavath (en))